# Sara Neil
Pour les articles homonymes, voir Neil.
Sara Louise Neil, née le 2 septembre 1960 à Guildford en Angleterre, est une coureuse cycliste canadienne.

## Biographie
En 1988, elle est 39e de la course en ligne des Jeux olympiques de Séoul.
En 1990, en portant les couleurs du Canada, elle fait partie de la première équipe féminine à participer au Tour de l'Abitibi aux côtés de Alison Sydor, Maria Hawkins, Denise Kelly, Jill Smith et Kelly-Ann Way.

## Palmarès sur route[2]
- 1985
  - 2e du championnat du Canada sur route
- 1986
  -  Championne du Canada sur route
  -  Championne du Canada du contre-la-montre
- 1987
  - 3e de la course en ligne des Jeux panaméricains
- 1988
  -  Championne du Canada sur route
  - 2e de Cascade Cycling Classic
  - 3e de Women's Challenge
- 1989
  - 3e du Tour de l'Aude cycliste féminin
- 1990
  - Tour de Gastown
  - 3e du championnat du Canada sur route
  - 65e au Tour de l'Abitibi
- 2004
  - 3e du Tour de Gastown